# مارمولک‌های پرنده
مارمولک‌های پرنده (نام علمی: Draco) نام یک سرده از تیره مارمولک‌های اژدها است. گونه‌های این جنس از مارمولک‌ها دارای بال‌پوست در طرفین بدن خود می‌باشند که به نوعی می‌توانند پرواز کنند که البته به این کار آن‌ها درخت پیمایی می‌گویند. گونه‌های این جنس از مارمولک‌ها می‌توانند فاصله ۶۰ متری از درختی به درخت دیگر را پرواز کنند. از این جنس از مارمولک‌ها در حدود ۴۲ گونه شناسایی و ثبت علمی شده‌اند.

## گونه‌ها
۴۰ گونه زیر شناخته شده است:
- اژدهای پرنده بزرگ Draco maximus
- اژدهای پرنده پنج‌خطی Draco quinquefasciatus
- اژدهای پرنده تایلندی Draco taeniopterus
- اژدهای پرنده تیمور Draco timoriensis
- اژدهای پرنده خاردار سیاه Draco melanopogon
- اژدهای پرنده خالدار Draco maculatus
- اژدهای پرنده ریش‌قرمز Draco haematopogon
- اژدهای پرنده سنگاپور Draco abbreviatus
- اژدهای پرنده فیلیپینی Draco spilopterus
- اژدهای پرنده کاکل‌دار Draco cristatellus
- اژدهای پرنده لازل Draco biaro
- اژدهای پرنده معمولی Draco volans
- مارمولک پرنده بلانفورد Draco blanfordii
- مارمولک پرنده خال‌سفید Draco ornatus
- مارمولک پرنده دو خال Draco bimaculatus
- مارمولک پرنده سولاوسی Draco spilonotus
- مارمولک پرنده کوادراس Draco quadrasi
- مارمولک پرنده گونتر Draco guentheri
- مارمولک پرنده معمولی Draco sumatranus
- مارمولک پرنده میندانائو Draco mindanensis
- مارمولک پرنده نوریل Draco norvillii
- مارمولک پرنده هندوچینی Draco indochinensis
- مارمولک پرنده هندی Draco dussumieri
- Draco beccarii
- Draco boschmai
- Draco caerulhians
- Draco cornutus
- Draco cyanopterus
- Draco fimbriatus
- Draco formosus
- Draco iskandari
- Draco jareckii
- Draco lineatus
- Draco modiglianii
- Draco obscurus
- Draco palawanensis
- Draco reticulatus
- Draco rhytisma
- Draco supriatnai
- Draco walkeri